# Amaris
A Amaris é um Grupo Internacional de Consultoria em Gestão e Tecnologia criado em 2007. Com mais de 60 escritórios por todo o mundo, o grupo oferece apoio aos seus clientes durante todo ciclo de vida dos seus projetos. Em 2017 a Amaris irá atingir um volume de negócios de 180 milhões de euros e um efetivo de 3650 funcionários (em comparação com 140 milhões e 2650 funcionários em 2016). Com esta evolução, o grupo pretende triplicar o número de empregados nos próximos anos e alcançar a posição de líder internacional em consultoria independente.
A empresa apresenta-se como uma empresa de consultores, que efetua consultoria estratégica e outsourcing. A área de especialização da Amaris abrange 5 áreas: Consultoria em Gestão e Negócios, Sistemas e Tecnologias de Informação, Engenheira e Alta Tecnologias, Telecomunicações, Biotecnologia e Farmacêutica.
Como prova da sua grande evolução, a Amaris fez parte dos melhores recrutadores em 2015, num ranking nacional estabelecido pela revista Challenges, e também num ranking estabelecido pela revista Figaro. Em 2016, a Amaris fez parte dos 100 «campeões em exportação» de acordo com o ranking estabelecido pela Expansion.

## Historia
A Amaris foi criada em 2007. No início, a Amaris era uma empresa especializada em consultoria de negócio no setor da banca. O Grupo evoluiu rapidamente nos últimos 9 anos, com uma forte cultura de internacionalização.
Em 2012, Amaris adquiriu Thales Sistemas de Informação Áustria. Esta adquisição permitiu expandir o seu alcance a 27 países e abrir portas ao mercado de computação na nuvem  Qloudwise. O portal para clientes de Amaris de suporte á nuvem, foi lançada em março de 2012 em Áustria.
A corporação multinacional americana Cisco nomeou a Amaris “socio de gestão avançada” pelas suas relações com Áustria na especialização “infraestrutura como um serviço” em 2013 . Esse mesmo ano Amaris fez uma nova adquisição: a filial italiana de Thales SAP. A adquisição foi anunciada a princípios de 2014. Em Novembro, Olivier Brourhant, CEO de Amaris, formou parte de a delegação de líderes de negócio que acompanhou o presidente da república francesa durante a sua visita oficial a Canada.
| Empregados da Amaris | Empregados da Amaris | Empregados da Amaris | Empregados da Amaris | Empregados da Amaris | Empregados da Amaris    | Empregados da Amaris | Empregados da Amaris | Empregados da Amaris | Empregados da Amaris | Empregados da Amaris |
| -------------------- | -------------------- | -------------------- | -------------------- | -------------------- | ----------------------- | -------------------- | -------------------- | -------------------- | -------------------- | -------------------- |
| 2007                 | 2008                 | 2009                 | 2010                 | 2011                 | 2012                    | 2013                 | 2014                 | 2015                 | 2016                 | 2017                 |
| 20                   | 100                  | 200                  | 400                  | 640                  | 920 (com 170 em França) | 1120                 | 1510                 | 2050                 | 2650                 | 3650                 |

| Volume de Negócios (em K€) | Volume de Negócios (em K€) | Volume de Negócios (em K€) | Volume de Negócios (em K€) | Volume de Negócios (em K€) | Volume de Negócios (em K€) | Volume de Negócios (em K€) | Volume de Negócios (em K€) | Volume de Negócios (em K€) | Volume de Negócios (em K€) | Volume de Negócios (em K€) |
| -------------------------- | -------------------------- | -------------------------- | -------------------------- | -------------------------- | -------------------------- | -------------------------- | -------------------------- | -------------------------- | -------------------------- | -------------------------- |
| 2007                       | 2008                       | 2009                       | 2010                       | 2011                       | 2012                       | 2013                       | 2014                       | 2015                       | 2016                       | 2017                       |
| 720                        | 6 470                      | 10 670                     | 16 830                     | 30 820                     | 49 961                     | 55 000                     | 78 000                     | 105 000                    | 140 000                    | 180 000                    |